# Rade Opačić
Rade Opačić (Belgrado, Yugoslavia; 17 de junio de 1997) es un kickboxer serbio que actualmente compite en la categoría de peso pesado de ONE Championship. Desde abril de 2023, Opacic está en la posición #6 del ranking de kickboxing de peso pesado según Combate Press.

## Biografía y Carrera
Opačić es hijo de refugiados serbocroatas. Nació y creció en el distrito de Zemun, Belgrado. Empezó a entrenar Taekwondo a los 10 años de edad y transicionó al Kickboxing a los 14 cuando vivió temporalmente en Canadá. Debido a su talla, enfrentaba a adultos a los 15 años de edad en peleas de exhibición. De vuelta en Serbia, se unió a Gimnasio KBKS y compitió como amateur hasta los 18 años. Ganó varios títulos incluyendo el Campeonato Júnior Europeo de WAKO de 2015.
El 27 de octubre de 2016, Opačić participó en su primer evento profesional grande cuando compitió en el Grand Prix de -95kg de K-1 de 2016 en su ciudad natal de Belgrado, Serbia. Ganó los cuartos de final por decisión ante Emmanuel Payet antes de perder por decisión unánime en las semifinales contra Fabio Kwasi.
El 27 de marzo de 2018, Opačić enfrentó a Tomáš Hron en Night of Warriors 2018. Perdió por decisión.
El 24 de febrero de 2019, Opačić participó en un torneo de una noche en Kunlun Fight 80. Ganó los cuartos de final contra Liu Wei por noucaut con golpe al cuerpo en el primer asalto, antes de perder por TKO en el segundo asalto en las semifinales contra el condecorado peso pesado, Roman Kryklia, donde fue derribado cinco veces.
Opačić compitió en un Torneo de Peso Pesado de en Enfusion 86 Road to Abu Dhabi el 28 de junio de 2019. Opačić ganó la semifinal contra Daniel Galabarov y la final contra Nidal Bchiri, ambas por nocauts en el primer asalto. Ganar el torneo lo hizo calificar al torneo de fin de año de Enfusion en Abu Dhabi. El 6 de diciembre, perdió por decisión ante Martin Pacas en la semifinal.

### ONE Championship
Opačić no pudo comepetir en la primera mitad del 2020 por la pandemia del COVID-19. Durante este tiempo se anunció que había firmado con ONE Championship. El 4 de diciembre de 2020, enfrentó al veterano Errol Zimmerman en su debut en la promoción en ONE Championship: Big Bang 2 en Singapur. Opačić ganó la pelea por nocaut con patada giratoria en el segundo asalto.
Opačić enfrentó a Bruno Susano en ONE Championship: Unbreakable el 22 de enero de 2021. Ganó la pelea por TKO en el segundo asalto.
Opačić enfrentó a Patrick Schmid en ONE Championship: First Strike el 15 de octubre de 2021. Opačić venció a Schmid por TKO en el segundo asalto.
El 28 de enero de 2022, Opačić enfrentó a Francesko Xhaja en ONE: Only the Brave. Ganó la pelea, nuevamente, por nocaut en el segundo asalto, ganado el bono de Actuación de la Noche y empatando el récord de mayor cantidad de nocauts en ONE Super Series.
Opačić estaba programado para enfrentar a Guto Inocente en ONE 157 el 20 de mayo de 2022. La pelea fue pospuesta, debido a que Inocente dio positivo por COVID-19, y fue reagendada para ONE 158 el 3 de junio de 2022. A pesar de controlar la mayor parte del asalto, perdió la pelea por nocaut por un golpe al hígado en el primer asalto.
Opačić enfrentó a Giannis Stoforidis en la pelea de reserva del Grand Prix de Kickboxing de Peso Pesado de ONE, en ONE on Prime Video 2, el 30 de septiembre de 2022. Ganó la pelea por TKO en el segundo asalto.
Opačić enfrentó a Guto Inocente el 9 de junio de 2023, en ONE Fight Night 11. Ganó la pelea por decisión unánime.
Opačić enfrentó a Iraj Azizpour el 28 de enero de 2024, en ONE 165. Ganó la pelea por decisión unánime.

## Campeonatos y logros

### Profesional
- ONE Championship
  - Actuación de la Noche (Una vez) vs. Francesko Xhaja
  - Mayor cantidad de nocauts en ONE Super Series (5)
- Enfusion
  - Ganador del Torneo de Calificación de Peso Pesado de Enfusion de 2019

### Amateur
- World Association of Kickboxing Organizations
  - Campeonato Júnior Europeo de 91kg de WAKO [23]
  - Ganador de la Copa de +91kg de WAKO en Hungría de 2015

## Récord en Kickboxing
| Récord en Kickboxing                                                 | Récord en Kickboxing | Récord en Kickboxing | Récord en Kickboxing                                            | Récord en Kickboxing             | Récord en Kickboxing               | Récord en Kickboxing | Récord en Kickboxing |
| -------------------------------------------------------------------- | -------------------- | -------------------- | --------------------------------------------------------------- | -------------------------------- | ---------------------------------- | -------------------- | -------------------- |
| 19 Victorias (15 (T)KOs), 6 Derrotas                                 |                      |                      |                                                                 |                                  |                                    |                      |                      |
| Fecha                                                                | Resultado            | Oponente             | Evento                                                          | Localización                     | Método                             | Ronda                | Tiempo               |
| 28-01-2024                                                           | Victoria             | Iraj Azizpour        | ONE 165                                                         | Tokio, Japón                     | Decisión (Unánime)                 | 3                    | 3:00                 |
| 09-06-2023                                                           | Victoria             | Guto Inocente        | ONE Fight Night 11                                              | Bangkok. Tailandia               | Decisión (Unánime)                 | 3                    | 3:00                 |
| 30-09-2022                                                           | Victoria             | Giannis Stoforidis   | ONE on Prime Video 2                                            | Kallang, Singapur                | KO (Golpes)                        | 2                    | 1:52                 |
| Pelea de reserva del Grand Prix de Kickboxing de Peso Pesado de ONE. |                      |                      |                                                                 |                                  |                                    |                      |                      |
| 20-05-2022                                                           | Derrota              | Guto Inocente        | ONE 158                                                         | Kallang, Singapur                | KO (Golpe al Cuerpo)               | 1                    | 2:33                 |
| 28-01-2022                                                           | Victoria             | Francesko Xhaja      | ONE Championship: Only the Brave                                | Kallang, Singapur                | TKO (Regla de los 3 Knockdowns)    | 2                    | 2:00                 |
| 15-10-2021                                                           | Victoria             | Patrick Schmid       | ONE Championship: First Strike                                  | Kallang, Singapur                | TKO (Rodillazos)                   | 2                    | 1:19                 |
| 22-01-2021                                                           | Victoria             | Bruno Susano         | ONE Championship: Unbreakable                                   | Kallang, Singapur                | TKO (Golpes)                       | 2                    | 1:11                 |
| 04-12-2020                                                           | Victoria             | Errol Zimmerman      | ONE Championship: Big Bang 2                                    | Kallang, Singapur                | TKO (Patada Giratoria a la Cabeza) | 2                    | 1:35                 |
| 2019-12-06                                                           | Derrota              | Martin Pacas         | Enfusion 92, Heavyweight Tournament, Semifinals                 | Abu Dabi, Emiratos Árabes Unidos | Decisión (Unánime)                 | 3                    | 3:00                 |
| 2019-06-28                                                           | Victoria             | Nidal Bchiri         | Enfusion 86 Road to Abu Dhabi, Final                            | Belgrado, Serbia                 | KO (Golpes)                        | 1                    | 1:38                 |
| Calificado para Enfusion 92.                                         |                      |                      |                                                                 |                                  |                                    |                      |                      |
| 2019-06-28                                                           | Victoria             | Daniel Galabarov     | Enfusion 86 Road to Abu Dhabi, Semifinals                       | Belgrado, Serbia                 | KO (Golpes)                        | 1                    |                      |
| 2019-04-27                                                           | Derrota              | Martin Pacas         | Enfusion 83                                                     | Žilina, Eslovaquia               | Decisión (Unánime)                 | 3                    | 3:00                 |
| 2019-02-24                                                           | Derrota              | Roman Kryklia        | Kunlun Fight 80 - Heavyweight Tournament, Semifinals            | Shanghái, China                  | TKO (Paro del Réferi/5 Knockdowns) | 2                    |                      |
| 2019-02-24                                                           | Victoria             | Liu Wei              | Kunlun Fight 80 - Heavyweight Tournament, Quarterfinals         | Shanghái, China                  | KO (Golpe al Cuerpo)               | 1                    | 0:43                 |
| 2018-12-01                                                           | Win                  | Mathieu Kongolo      | Collision Fighting League 4                                     | Lazarevac, Serbia                | KO (Gancho Izquierdo al Cuerpo)    | 1                    | 0:40                 |
| 2018-04-12                                                           | Victoria             | Pascal Touré         | Collision Fighting League 2                                     | Serbia                           | TKO (Golpes)                       | 3                    | 2:55                 |
| 2018-03-24                                                           | Derrota              | Tomáš Hron           | Night of Warriors 2018                                          | Liberec, República Checa         | Decisión                           | 3                    | 3:00                 |
| 2017-09-30                                                           | Victoria             | Dimitris Vakakis     | Collision Fighting League                                       | Serbia                           | Decisión                           | 3                    | 3:00                 |
| 2017-04-29                                                           | Victoria             | Ondřej Hutník        | Simply the Best 14 Prague                                       | Praga, República Checa           | KO (Patada a la Cabeza)            | 1                    |                      |
| 2017-02-26                                                           | Victoria             | Martin Sabo          | Warrior Destiny                                                 | Weiz, Austria                    | KO                                 | 2                    |                      |
| 2017-01-29                                                           | Victoria             | Ionuț Iancu          | Roat To W5                                                      | Novi Sad, Serbia                 | TKO (Patada Baja)                  | 2                    |                      |
| 2016-10-27                                                           | Derrota              | Fabio Kwasi          | K-1 World GP 2016 -95kg Championship Tournament, Semi Finals    | Belgrado, Serbia                 | Decisión (Unánime)                 | 3                    | 3:00                 |
| 2016-10-27                                                           | Victoria             | Emmanuel Payet       | K-1 World GP 2016 -95kg Championship Tournament, Quarter Finals | Belgrado, Serbia                 | Decisión (Unánime)                 | 3                    | 3:00                 |
| 2016-10-08                                                           | Victoria             | Martin Sabo          | Warriors Destiny                                                |                                  | KO (Patada a la Cabeza)            | 1                    |                      |
| 2016-02-28                                                           | Victoria             | Aleksandar Brkić     | BPN Vol. XVII                                                   | Novi Sad, Serbia                 | KO (Patada a la Cabeza)            | 2                    |                      |